# Rhodeus
Rhodeus je rod ryb z čeledi kaprovitých. Rod zahrnuje 22 druhů. Většina druhů je z východní a jihovýchodní Asie. Dva druhy jsou známy z Evropy (R. amarus a R. meridionalis). Rodové jméno Rhodeus pochází z řeckého rhodeos „růžově rudý“.

## Popis
Hořavky rodu Rhodeus jsou malé kaprovité ryby, jen u jednoho druhu přesahuje standardní délka 10 centimetrů. Ústa jsou malá, mírně spodní, někdy šikmá, bez vousků. Tělo je ze stran zploštělé, pokryté eliptickými cykloidními šupinami, hřbet je vysoký. Nasazení hřbetní ploutve je poněkud za břišní ploutví. Řitní ploutev začíná v úrovni poslední třetiny hřbetní ploutve. Poslední nedělený paprsek hřbetní a řitní ploutve je vždy silný, částečně pilovitý. Postranní čára je neúplná, jen prvními šupinami prochází kanálky. Požerákové zuby jsou silné a jako u všech ryb podčeledi Acheilognathinae uspořádané v jedné řadě, mají vždy pět zubů. Na žaberních obloucích je 6 až 17 krátkých paprsků.
Vzorec: D II-IV/7-13, A II-IV/6-16

## Druhy
- Rhodeus amarus (Bloch, 1782) – hořavka hořká
- Rhodeus amurensis (Vronsky, 1967)
- Rhodeus albomarginatus Li & Arai, 2014
- Rhodeus atremius (Jordan & Thompson, 1914)
- Rhodeus colchicus Bogutskaya & Komlev, 2001
- Rhodeus fangi (Miao, 1934)
- Rhodeus haradai Arai, Suzuki & Shen, 1990
- Rhodeus hondae (Jordan und Metz, 1913)[4]
- Rhodeus laoensis Kottelat, Doi & Musikasinthorn, 1998
- Rhodeus lighti (Wu, 1931)
- Rhodeus mantschuricus Mori, 1934[4]
- Rhodeus meridionalis (Karaman, 1924)[1]
- Rhodeus monguonensis (Li, 1989)[4]
- Rhodeus notatus Nichols, 1929[4]
- Rhodeus ocellatus (Kner, 1866)
- Rhodeus pseudosericeus Arai, Jeon & Ueda, 2001
- Rhodeus rheinardti (Tirant, 1883)
- Rhodeus sciosemus (Jordan & Thompson, 1914)
- Rhodeus sericeus (Pallas, 1776) – hořavka duhová
- Rhodeus sinensis Günther, 1868
- Rhodeus smithii (Regan, 1908)
- Rhodeus spinalis Oshima, 1926
- Rhodeus suigensis (Mori, 1935)
- Rhodeus typus (Bleeker, 1863)[4]
- Rhodeus uyekii (Mori, 1935)[5]